# Jan Marie Michiel Hamers
Jan Marie Michiel Hamers (Amersfoort, 12 juni 1892 – Utrecht, 19 november 1960) was een Nederlands politicus.
Hij is afgestudeerd in de rechten aan de Rijksuniversiteit Utrecht en werd vervolgens adjunct-kabinetssecretaris van de commissaris van de koningin in Limburg. Daarna was Hamers nog volontair bij de provinciale griffie voor hij in 1921 benoemd werd tot burgemeester van Dreumel. Vier jaar later volgde zijn benoeming tot burgemeester van Jutphaas. Hij zou die functie vervullen tot zijn pensionering in juli 1957.
Hamers overleed in 1960 op 68-jarige leeftijd.